# Trekanten (sjö)
Trekanten (tidigare namn Trehörningen) är en insjö som ligger i stadsdelarna Gröndal och Liljeholmen i Söderort inom Stockholms kommun som ingår i Norrströms huvudavrinningsområde. Sjön är 6,6 meter djup, har en yta på 0,111 kvadratkilometer och befinner sig 1 meter över havet.

## Historik

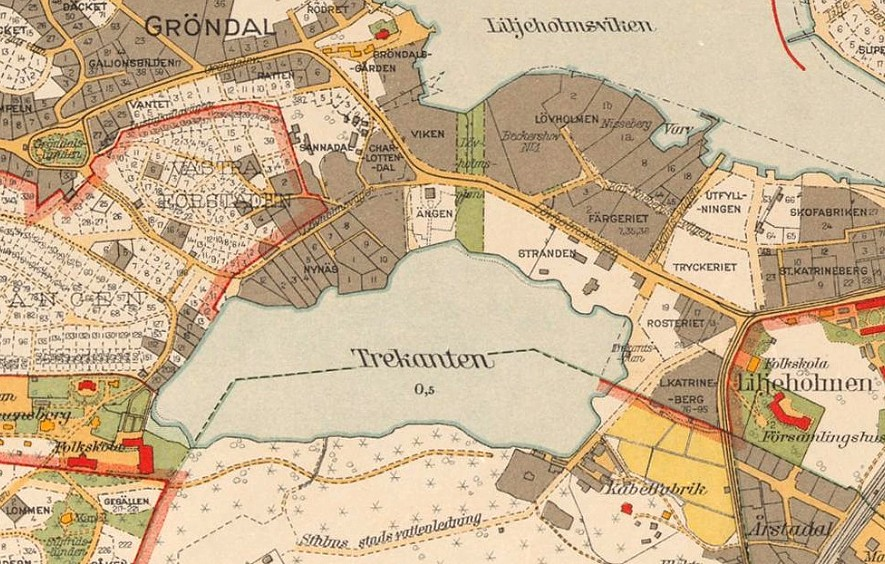
Trekanten på 1920-talet med området Nynäs.

Fram till mitten av 1800-talet hette sjön Trehörningen. Vid Trekantens norra sida ligger området Nynäs, som mellan 1880-talet och 1980-talet var en vildvuxen arbetareförstad med bostäder och småindustrier. Här fanns bland annat ett garveri, en förnicklingsfabrik, ett kafferosteri, ett plåtslageri och flera mekaniska verkstäder. På Nynäs låg även ett bageri som bakade den lokalt kända Nynäslimpan. 1980 revs de sista resterna av Nynäskvarteren, då fanns redan Anticimex kontorsbyggnad.
Medan ännu några byggnader från gamla Nynäs fanns kvar blev de en realistisk kuliss i Bo Widerbergs film Joe Hill från 1970. De förfallna husen skulle föreställa “Lumberyard” och “Saloon”.
Idag finns bara en byggnad bevarad från den gamla industriepoken,  det är en röd tvåvåningsbyggnad bakom Anticimex. Annars skvallrar gamla fundament och gråstensmurar om gamla tiders småindustrier. På gällande stadsplan är området markerad som park.
År 1904 blev en nybyggd vattenreservoar (Trekantsreservoaren) slutstationen för den nya Huvudvattenledning Norsborg-Stockholm. På höjden söder om Trekanten finns den numera ombyggda Nybohovsreservoaren. Ledningen är fortfarande Stockholms huvudsakliga dricksvattenförsörjning söderifrån.

## Sjön Trekanten
Trekanten ligger i ett parkområde vid Liljeholmen-Gröndal. Runt sjön finns en 1,75 kilometer lång promenadslinga som är en del av Hälsans Stig i Liljeholmen. Vid sjöns östra sida ligger Trekantsparken. Sjön används gärna för fiske, utsättning görs av öring och regnbåge. Dock behövs det ett fiskekort för att få fiska i sjön. Vintertid kan man åka skridskor på sjön – Stockholms kommun plogar en rund bana på isen. Trots sitt namn är sjön snarare långsträckt än trekantig. Trekanten har sitt utlopp i Liljeholmsviken, via en kulvert under Trekantsvägen.

## Vattenkvalitet
För att förbättra sjöns vattenkvalitet började Stockholm Vatten 1982 att tillsätta sjön dricksvatten och 1983 påbörjades utpumpning av bottenvatten. Fosforhalterna i ytvattnet minskade kraftigt men vattnet är fortfarande näringsrikt, blågröna alger är vanliga under sommaren och syrebrist uppträder fortfarande i bottenvattnet.
Sedan hösten 2008 driver Stockholm även ett litet reningsverk för dagvatten vid Trekantens västra sida. Vattnet kommer i ledningar från Aspudden och Gröndal. Reningsverket är placerat under en ny gångbro mellan sjön och en uppsamlingsbassäng. Klarar reningsverket inte av att ta emot allt dagvatten samlas överskottsvattnet i bassängen till dess reningsverket har kapacitet att rena även det vattnet.

## Trekantenbadet
Vid det nordvästra hörnet, i Gröndal, ligger Trekantenbadet, som invigdes 1972. Badet har en liten sandstrand som renoverades på våren 2008 och en stor grässlänt att sola på. Det finns en flytbrygga och en utomhusdusch. Sommaren 2014 genomfördes en påfyllning av sand på sandstranden. Bryggan flyttades mot öster så att badytan ökades.

## Tvärbanan
Tvärbanan har en hållplats på Lövholmsvägen nära sjön, med samma namn som sjön. Den är belägen mellan hållplatserna Liljeholmen och Gröndal.

## Bilder

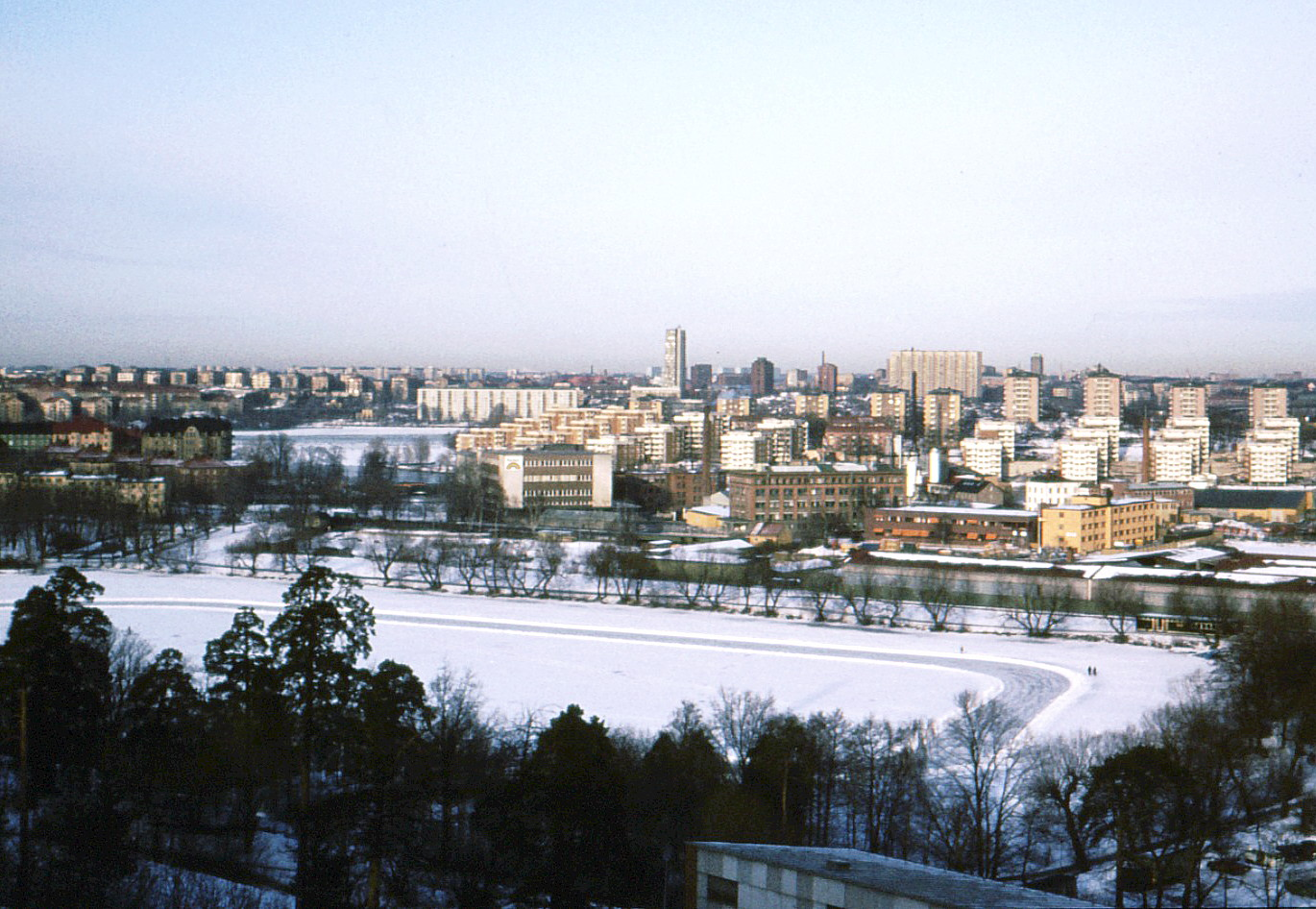
Sjön Trekanten på vintern 1984.
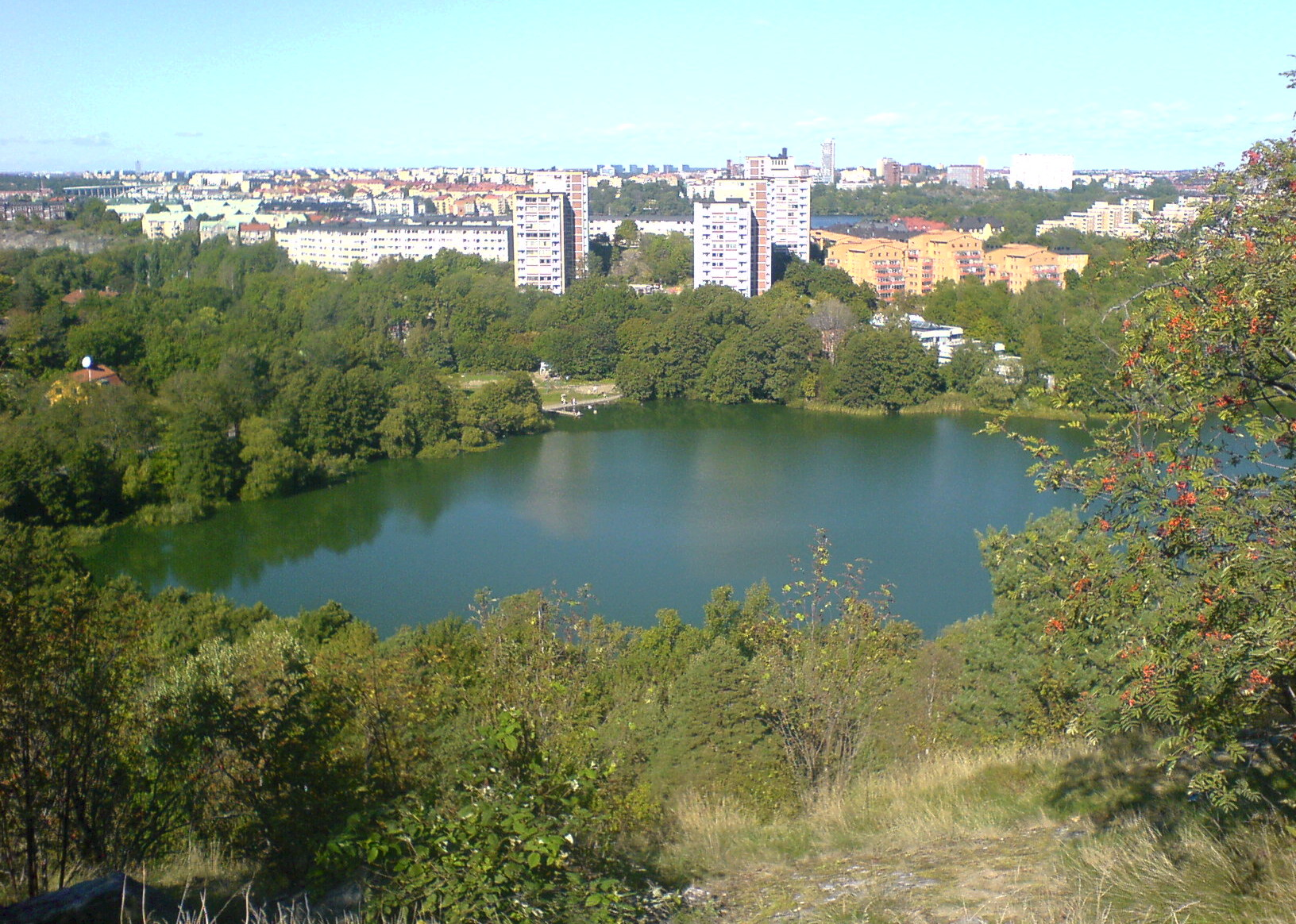
Sjön Trekanten, 2006.
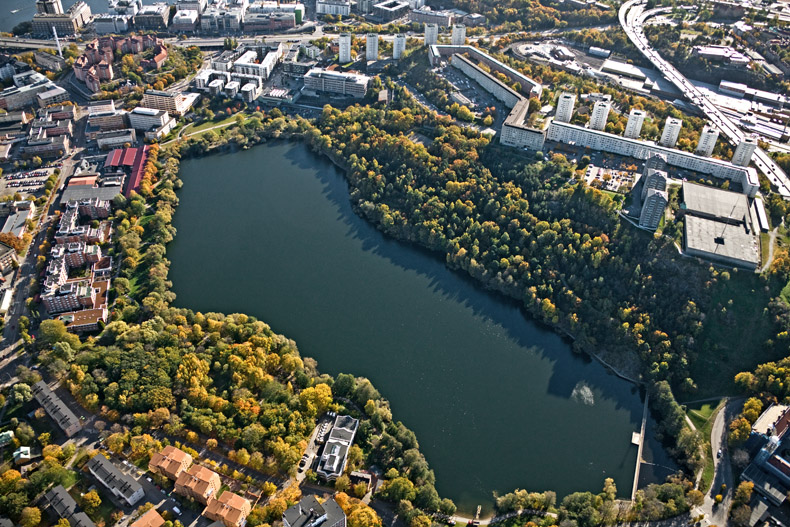
Flygfoto över Trekanten, 2010.
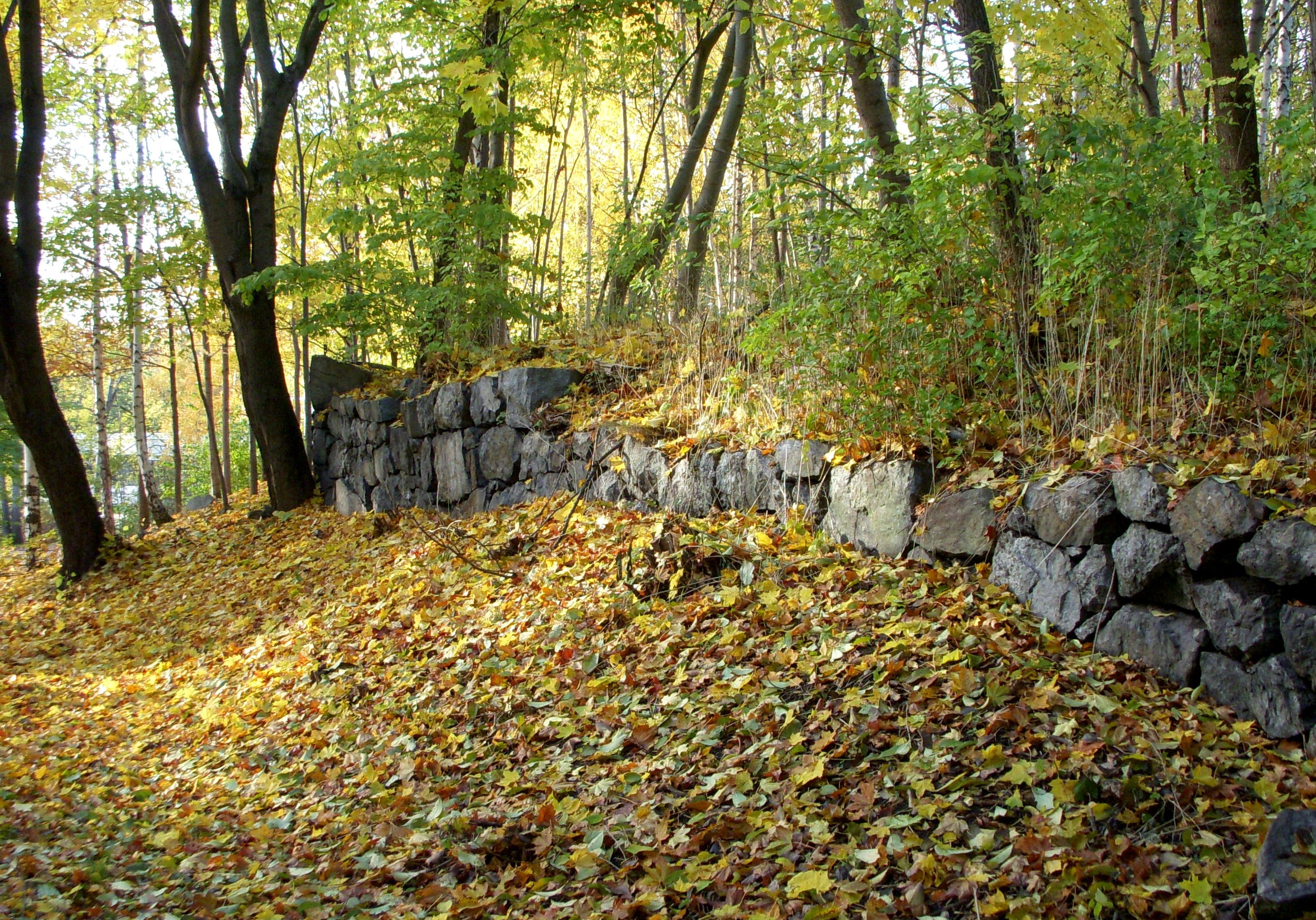
Rester efter småindustriområdet Nynäs.
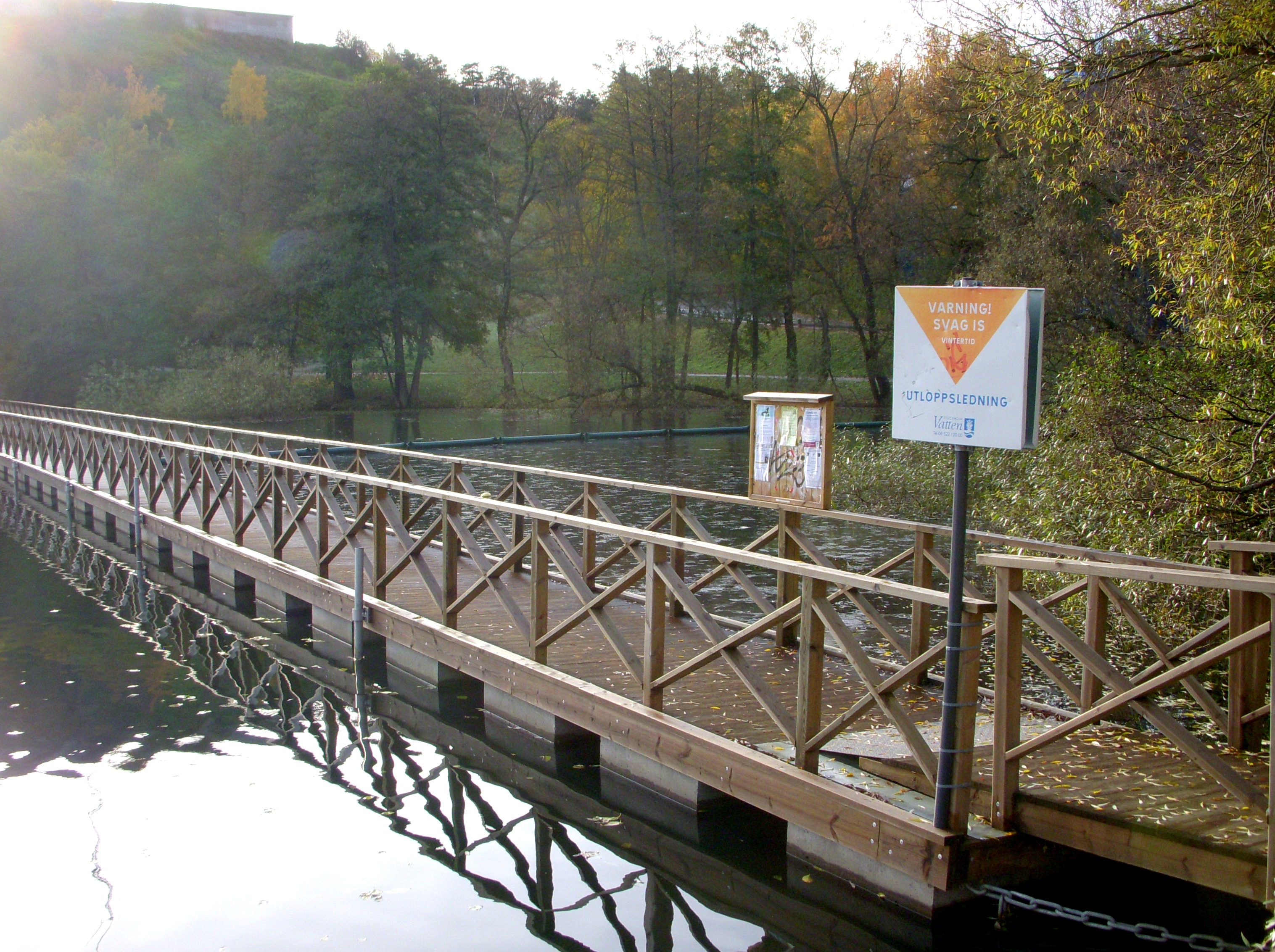
Trekantens uppsamlingsbassäng.
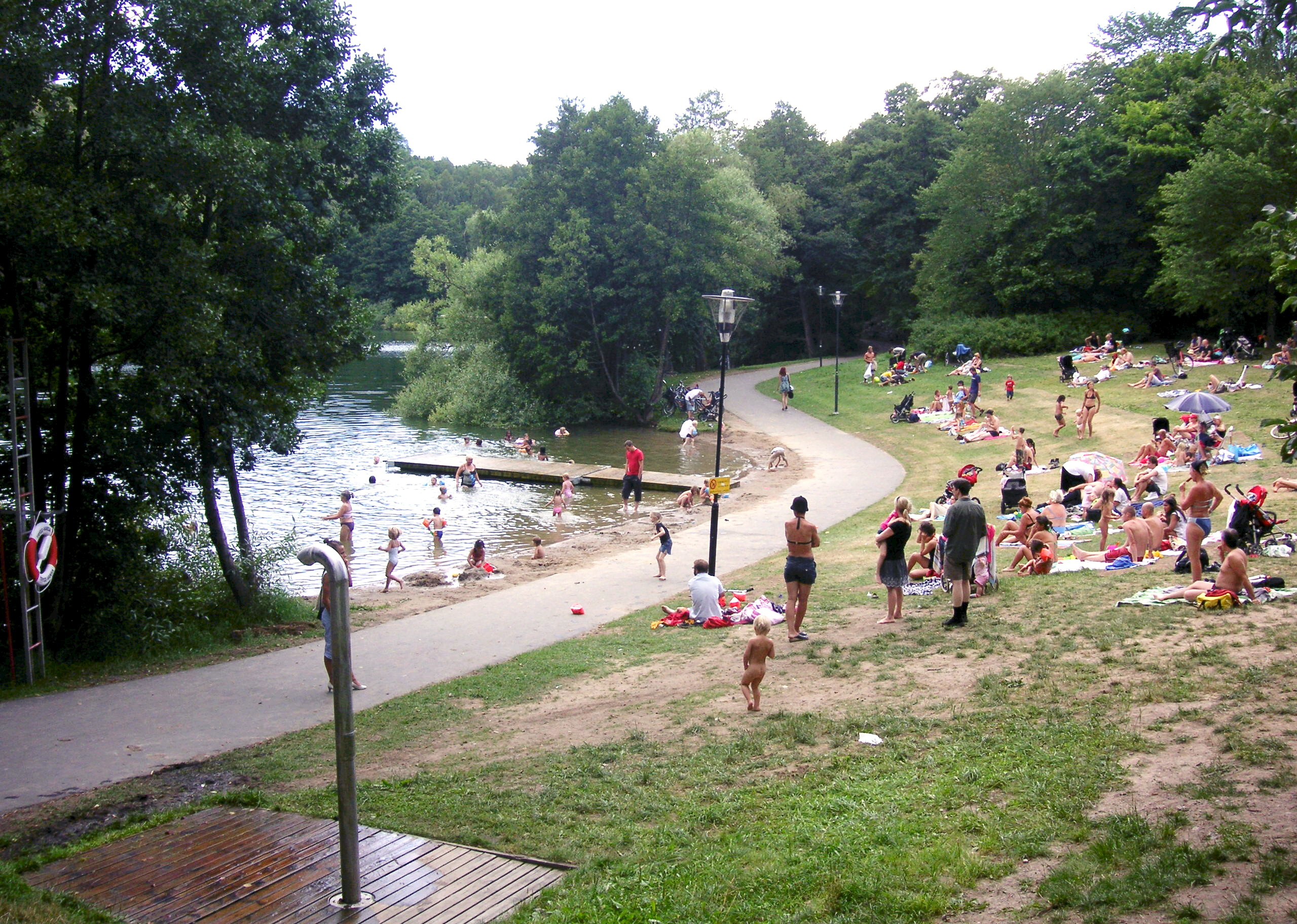
Trekantsbadet på sommaren 2008.

## Fisk
Vid provfiske har följande fisk fångats i sjön:
- Abborre
- Björkna
- Gärs
- Gädda
- Mört
- Regnbåge
- Ruda
- Sutare
- Öring

## Delavrinningsområde
Trekanten ingår i delavrinningsområde (657897-162579) som SMHI kallar för Rinner till Mälaren-Riddarfjärden. Medelhöjden är 13 meter över havet och ytan är 1,37 kvadratkilometer. Det finns inga avrinningsområden uppströms utan avrinningsområdet är högsta punkten. Avrinningsområdets utflöde Norrström (Eskilstunaån) mynnar i havet. Avrinningsområdet har 0,02 kvadratkilometer vattenytor vilket ger det en sjöprocent på 1,2 procent. Bebyggelsen i området täcker en yta av 1,35 kvadratkilometer eller 99 procent av avrinningsområdet.

## Trekanten då och nu
| Panorama från Nybohovsberget med sjön Trekanten nedanför omkring år 1900 och i september 2010. På vänstra bilden syns industriområdet Nynäs vid sjöstrandens norra sida. På högra sidan skymtar Anticimex vita kontorskomplex genom grönskan. |  | Panorama från Nybohovsberget med sjön Trekanten nedanför omkring år 1900 och i september 2010. På vänstra bilden syns industriområdet Nynäs vid sjöstrandens norra sida. På högra sidan skymtar Anticimex vita kontorskomplex genom grönskan. |
| Panorama från Nybohovsberget med sjön Trekanten nedanför omkring år 1900 och i september 2010. På vänstra bilden syns industriområdet Nynäs vid sjöstrandens norra sida. På högra sidan skymtar Anticimex vita kontorskomplex genom grönskan. |  | |